# Peugeot 207
La Peugeot 207 est une citadine du segment B produite par le constructeur automobile français Peugeot entre le 6 avril 2006 et juin 2014. La 207 est la voiture la plus vendue en Europe en 2007 et la plus vendue en France de 2007,à 2010, devant sa principale rivale qu'est la Renault Clio III. De 2012 (apparition de la 208 I) à juin 2014, elle prend l’appellation 207+.

## Présentation
La Peugeot 207 est l'un des modèles phares de la marque. Elle était censée succéder à la Peugeot 206 après environ huit ans de services en avril 2006. Sur le marché européen, ses plus grandes rivales sont les Renault Clio III, Volkswagen Polo, Ford Fiesta, Opel Corsa et Fiat Grande Punto. Cependant, plus lourde, plus chère et plus grande que la 206, elle ne remplace pas réellement cette dernière, car Peugeot a besoin de garder un véhicule d'entrée de gamme au-dessous du prix psychologique de 10 000 € (constat à fin 2010).
La 207, ou « projet A7 », partage donc la même plateforme que les Citroën C2 et C3. Elle est plus longue que la Peugeot 206 de 20 cm et affiche environ 150 kg de plus sur la balance : ses dimensions sont plus importantes que la Peugeot 306 (4 030 mm, 1 690 et 1 370 mm).
La 207 corrige les défauts de la 206 : insonorisation revue, coffre agrandi et surtout une qualité de finition améliorée grâce à l'adoption d'une planche de bord recouverte d'un plastique moussé et de finitions en aluminium que l'on retrouve jusqu'au cerclage des compteurs. En revanche, l'habitabilité légèrement améliorée demeure juste pour ses dimensions. La vivacité et l'agilité de la 206 sont désormais perdues faute à ses kilos supplémentaires. Des défauts qu'elle partage avec la Renault Clio III.

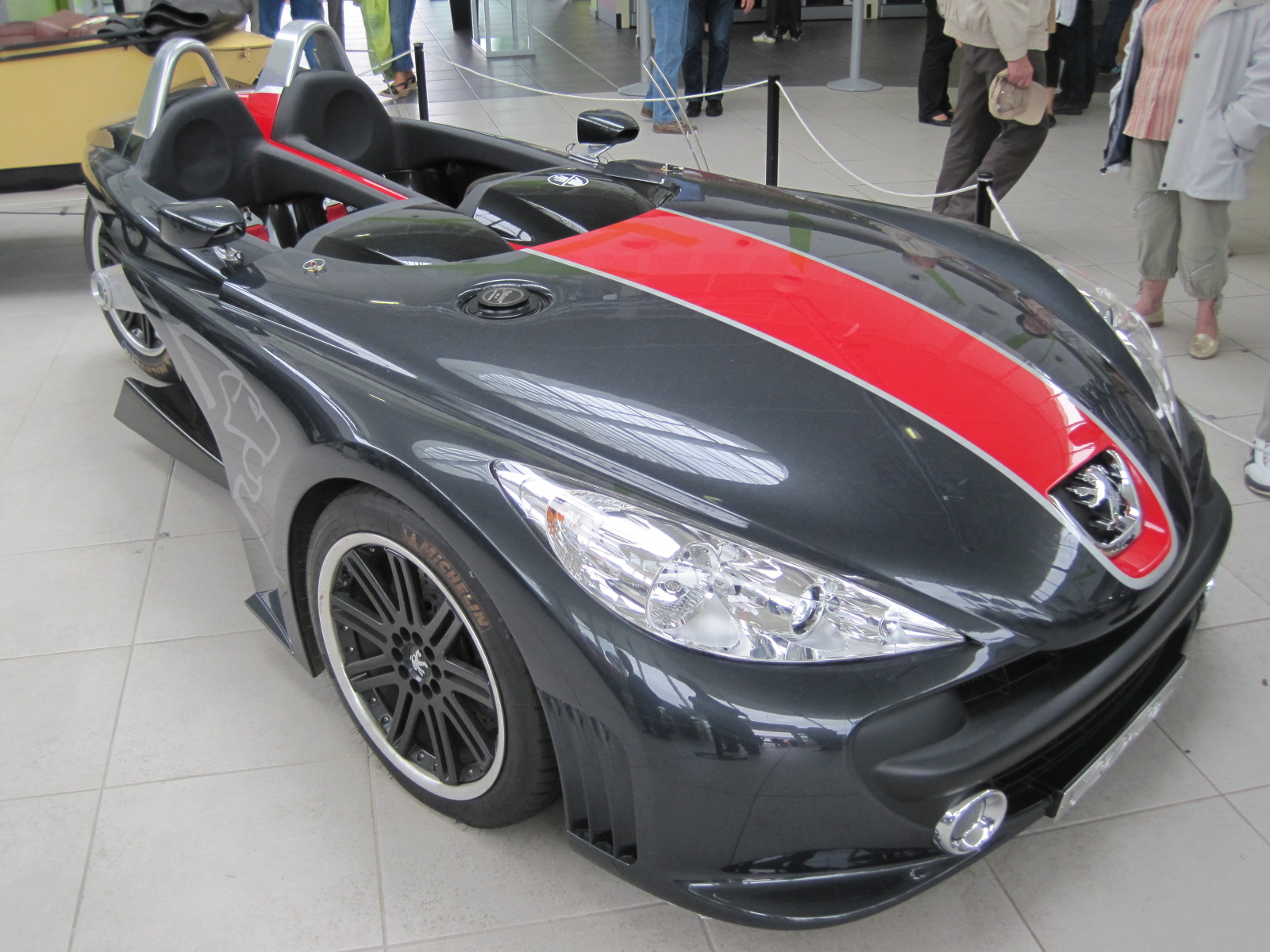
Peugeot 20Cup.

Ses traits avaient déjà été discrètement dévoilés au salon automobile de Francfort en septembre 2005 sous la forme du concept car Peugeot 20Cup, qui présentait le bouclier avant de la future 207. Elle est conçue pour moderniser le style de la 206 dans la lignée des 307, mais le bureau d'étude avait reçu pour consignes de modérer les évolutions afin d'éviter une prise de risques sur un modèle qui assure une part importante de la notoriété et de la réussite de la marque[réf. nécessaire].
La 207 est déclinée en trois carrosseries :
- Berline, disponible en 3 et 5 portes ;
- Break, appelé 207 SW (pour « Station-Wagon ») ;
- Coupé-Cabriolet, dénommé 207 CC.

La 207 est fabriquée dans les usines de Poissy (France), Madrid (Espagne) puis Trnava (Slovaquie).
La 206 restera commercialisée en parallèle avec la 207 pour combler l'espace entre la petite citadine (Peugeot 107) et la « grande » et polyvalente 207, mais sera progressivement poussée vers les marchés dit de « grand export » qui ne recevront la nouvelle 207 qu'ultérieurement.
Le 29 juin 2009, la Peugeot 207 a bénéficié d'un léger restylage. À cette occasion, la 207 adopte un nouveau bouclier avant, de nouveaux feux arrière à leds ainsi que de nouvelles jantes.
Dates clés
- Présentation officielle : 12 janvier 2006 ;
- Commercialisation : 6 avril 2006 ;
- Restylage : 29 juin 2009 ;
- Apparition de la 207+ : octobre 2012.

## Évolutions de la gamme (marché français)

### 2006, dates et caractéristiques
- 12 janvier 2006 : Présentation officielle ;
- 6 avril : Sortie de la 207, en carrosserie 5 portes et coupé cabriolet (CC) ;
- 5 versions (urban, trendy, excusive/sport, excusive pack/sport pack et griffe) ;
- 3 versions pour la CC (Sport, Sport pack et Féline) ;
- À noter les différences entre Executive et Sport se résument au pare-chocs avant (classique sur Executive, dynamique sur Sport), à la sellerie intérieure (sièges confort en velours sur Executive et sièges renforcés semi-baquets sur Sport) et aux jantes (Estoril sur Executive et spa sur Sport) pour les versions pack.

- Essence :
  - Le 1.4i 75 provenant de la Peugeot 206 est disponible ;
  - Le 1.4i 90 provenant de la Peugeot 206 est disponible ;
  - Le 1.6i 110 provenant de la Peugeot 206 est disponible ;
  - Lancement du 1.6 VTi 120 pour la CC ;
  - Lancement du 1.6 THP 150 en berline et CC.

- Diesel :
  - Le 1.4 HDi 70 provenant de la Peugeot 206 est disponible ;
  - Le 1.6 HDi 90 est disponible ;
  - Le 1.6 HDi 110 provenant de la Peugeot 206 est disponible.

### 2007, dates et caractéristiques
- Septembre : Ces quatre finitions deviennent premium et premium pack qui possèdent la même configuration que sport et sport pack, néanmoins, la sellerie velours des Executive est en option gratuite ;
- Changement de nom des finitions (Urban, Trendy, Premium, Premium pack, Feline et RC) ;
- Arrivée de la variante break sw (Trendy, Premium, RC et Outdoor) ;
- Série spéciale RWC (Rugby World Cup juin 2007).

- Essence :
  - Maintien du 1.4i 75 ;
  - Le 1.4i 90 est remplacé par le 1.4 VTi 95 ;
  - Maintien du 1.4i 90 2-Tronic ;
  - Le 1.6i 110 est remplacé par le 1.6 VTi 120 disponible en BVM5 et BVA4 ;
  - Maintien du 1.6 THP 150 ;
  - Lancement de la version RC équipée du 1.6 THP 175.

- Diesel :
  - Maintien des 1.4 HDi 70 et 1.6 HDi 90/110.

### 2008
- De nouvelles séries spéciales :
  1. Série 64 ;
  2. Le Mans Séries ;
  3. Navteq on board ;
  4. Style.
- Les différentes jantes disponibles en fonction des modèles :
  1. Monaco 15 pouces, 5 branches en option sur sport, Executive et premium ;
  2. Estoril 16 pouces, 9 branches en série sur Executive pack ;
  3. Spa 16 pouces, 7 branches en série sur sport pack et premium pack ;
  4. Hockenheim 17 pouces, 10 branches en série sur griffe et feline ;
  5. Pitlane forgées 17 pouces, 7 branches en série sur RC et sur les CC Roland Garros.

### 2009
- 29 juin : Restylage : la 207 adopte un nouveau bouclier avant, de nouveaux feux arrière à leds (leds pour les feux de position uniquement) ainsi que de nouvelles jantes.
  - changement de nom des finitions qui deviennent : Urban, Active, Premium, Feline et RC.
  - Pour le CC : Sport, Sport pack, Roland Garros et Feline ;
  - Pour la SW : Urban, Active, Premium et Outdoor 1.6 THP 175.

- Essence :
  - Évolution du 1.4i 75 vers deux versions Active 75 et HDI 70 pour satisfaire aux normes Euro 5.

- Diesel :
  - Le 1.6 HDi 90 est remplacé par le 1.6 HDi 92 ;
  - Le 1.6 HDi 110 est remplacé par le 1.6 HDi 112 ;
  - Octobre : série spéciale 99g sur la base d'une Active en 1.6 Hdi 90 ch, qui ne consomme que 3,8 L/100 km en cycle mixte, soit 99 g/km de CO2. Baguettes peintes couleur caisse, aérodynamisme retravaillé avec entre autres un becquet de toit, pneus à faible résistance au roulement Michelin, 4e et 5e rapports de boîte allongés.

### 2010
- Le 1.6 THP 150 est remplacé par le 1.6 THP 155 aux normes Euro 5 ;
- Suppression de la sportive RC équipée du 1.6 THP 175

### 2011
- Changement de nom des finitions (Acces, Active, 98G, Série 64 et Allure).
- Jantes :
  - Jantes en tôle avec enjoliveurs hobart 15 pouces, 7 branches uniquement sur Urban ;
  - Jantes en tôle avec enjoliveurs brisbane 15 pouces, 7 branches de série sur Active, Premium, Envy et Série 64 ;
  - Canberra 16 pouces, 5 branches en option sur premium en série sur Allure et Feline ;
  - Hockheneim 17 pouces, 10 branches en option sur Feline 2009 ;
  - Melbourne polies 17 pouces, 8 branches en option sur Feline 2010 et Allure et en série sur Sportium et RC. Exit les finitions Féline et Premium ; place à Allure qui s'intercale entre les deux et qui propose le combiné radio/navigation WIP Nav. C'est donc la première dans son segment à introduire un système de navigation aussi abouti et complet en série.
- Il est à noter que désormais, toutes les 207 sont proposées avec :
  - baguettes latérales repeintes couleur carrosserie avec jonc chromé ;
  - projecteurs antibrouillard.
- L'ancienne série spéciale Série 64 est devenue une finition à part entière et reçoit en prime le pack urbain qui comprend rétroviseurs extérieurs rabattables électriquement et aide au stationnement arrière.
- À la suite de la législation européenne antipollution Euro 5 et de chiffres de ventes modestes en raison de son moindre caractère[7], Peugeot a décidé de mettre fin à la carrière du 1.6 THP 175 ch donc de la 207 RC. Les plus sportifs devront se consoler avec le 1.6 THP 156 ch en boîte manuelle 6 rapports ;
- La législation européenne antipollution Euro 5 a également entraîné l'insertion d'un indicateur de changement de rapport sur les versions à boîte manuelle, qui aide le conducteur à choisir le rapport de boîte le plus approprié et d'atteindre ainsi la consommation la plus basse possible[8].

### 2012
La 207 est remplacée par la Peugeot 208 I, la gamme est alors simplifiée.
- Essence :
  - Maintien du 1.4i 75 sous l’appellation 207+ ;
  - Le 1.4 VTi 95 est supprimé du catalogue ;
  - Le 1.6 VTi 120 est supprimé du catalogue ;
  - Le 1.6 THP 155 est supprimé du catalogue.

- Diesel :
  - Maintien du 1.4 HDi 70 sous l’appellation 207+ ;
  - Le 1.6 HDi 90 est supprimé du catalogue ;
  - Le 1.6 HDi 110 est supprimé du catalogue.

## Évolutions de la 207 (marché international)
- 2007 :
  - Au Royaume-Uni, Peugeot présente au Salon du véhicule utilitaire de Birmingham 2007 une version utilitaire 2 places à vitres arrière tôlées appelée Peugeot 207 Van. Ce sont ces custodes latérales arrière tôlées qui la différencient de la 207 Affaire commercialisée en France[9].
- 2010 :
  - En Algérie, Série spéciale Fennec : moteur 1.4e 75 ch, Badges spécifiques « Fennec », Ordinateur de bord, Radar de recul, ESP, Climatisation, Jantes Aluminium, Teinte de caisse unique : Blanc Banquise[10].

## 207+
Lancée au printemps 2012, la 208 I marginalise la 207 qu'elle doit remplacer. À l'image de ce qu'elle avait fait sur la 206, la 207 reste au catalogue et devient 207+ en octobre. Malgré ce changement de nom, aucune évolution. En revanche, la gamme est simplifiée pour ne pas faire d'ombre à la nouvelle 208 : deux moteurs (1.4 i de 75 ch et 1.4 HDi de 68 ch) et un seul niveau de finition. Baptisé « Base », il est pourtant bien équipé : quatre airbags, climatisation manuelle, régulateur/limiteur de vitesse, autoradio CD MP3, antibrouillards, banquette arrière rabattable, rétroviseurs électriques et dégivrants. Il peut même s’enrichir en option de l’antidérapage ESP, de la climatisation automatique, d’un kit mains-libres Bluetooth ou encore de jantes en alliage.
Le coupé cabriolet (sport(1.6 VTi 120), série 64 (1.6 VTi 120), Roland Garros (1.6 VTi 120, 1.6 HDi 112), féline (1.6 VTi 120, 1.6 THP 155, 1.6 HDi 112)) et la break sw (Access (1.4i 75), Active (1.4 VTi 95, 1.6 HDi 92)], business (1.6 HDi 92), série 64 (1.6 HDi 92) subsistent.

### 2013
En décembre 2013, la 1.4i 75 est arrêtée, faute de ventes suffisantes sur cette motorisation ancienne et gourmande.

### 2014
La 207+ est disponible avec le 1.4 HDi 68 jusqu'en juin.

### 2015
La version coupé cabriolet est supprimée du catalogue.

## Versions spéciales
- RCup (Concept car préfigurant la Peugeot 207 S2000);
- Série 64 ;
- Millesim 200 ;
- OXYGO.
- Le Mans
- USB Box

## Motorisations

### Essence
| Motorisations Essence          | 1.4 75                   | 1.4 90                    | VTi 95                    | 1.6 110                   | VTi 120                   | THP 150                   | THP 156                   | THP 175                   |
| Type                           | 4 cylindres en ligne, 8s | 4 cylindres en ligne, 16s | 4 cylindres en ligne, 16s | 4 cylindres en ligne, 16s | 4 cylindres en ligne, 16s | 4 cylindres en ligne, 16s | 4 cylindres en ligne, 16s | 4 cylindres en ligne, 16s |
| Cylindrée (cm3)                | 1 360                    | 1 360                     | 1 397                     | 1 587                     | 1 598                     | 1 598                     | 1 598                     | 1 598                     |
| Puissance maxi. (ch. - tr/min) | 75 à 5 400               | 90 à 5 250                | 95 à 6 000                | 110 à 5 750               | 120 à 6 000               | 150 à 6 000               | 156 à 6 000               | 175 à 6 000               |
| Couple maxi. (N m - tr/min)    | 118 à 3 300              | 133 à 3 250               | 136 à 4 000               | 147 à 4 000               | 147 à 4 000               | 240 à 1 400               | 240 à 1 400               | 240 à 1 400               |
| Boîte de vitesses              | BVM5                     | BVM5/BMP5                 | BVM5                      | BVM5                      | BVM5/BVA4                 | BVM5                      | BVM6                      | BVM5                      |
| Transmission                   | aux roues avant          | aux roues avant           | aux roues avant           | aux roues avant           | aux roues avant           | aux roues avant           | aux roues avant           | aux roues avant           |
| 0 à 100 km/h (s)               | 14,4                     | 12,7/14                   | 12,1                      | 10,6                      | 10,6/10,6                 | 8                         | 8                         | 7,1                       |
| Vitesse maxi. (km/h)           | 167                      | 180/180                   | 185                       | 194                       | 194/194                   | 216                       | 216                       | 220                       |
| Consommations (L/100 km)       | 6,3                      | 6,4/6,2                   | 5,8                       | 7                         | 7                         | 6,7                       | 6,8                       | 7,2                       |
| Émissions de CO2 (g/km)        | 145                      | 152/146                   | 135                       | 188                       | 145/167                   | 159                       | 159                       | 171                       |

### Diesel
| Motorisations Diesel           | HDi 70                              | HDi 90                               | HDi 92                              | HDi 110                              | HDi 112                             |
| Moteur                         | DV4                                 | DV6                                  | DV6                                 | DV6                                  | DV6                                 |
| Type                           | 4 cylindres en ligne 8s transversal | 4 cylindres en ligne 16s transversal | 4 cylindres en ligne 8s transversal | 4 cylindres en ligne 16s transversal | 4 cylindres en ligne 8s transversal |
| Cylindrée (cm3)                | 1 398                               | 1 560                                | 1 560                               | 1 560                                | 1 560                               |
| Puissance maxi. (ch. - tr/min) | 68 à 4 000                          | 90 à 4 000                           | 92 à 4 000                          | 110 à 4 000                          | 112 à 3 600                         |
| Couple maxi. (N m - tr/min)    | 163 à 2 000                         | 215 à 1 500                          | 230 à 1 750                         | 245 à 1 750                          | 270 à 1 750                         |
| Boîte de vitesses              | BVM5                                | BVM5                                 | BVM5                                | BVM5                                 | BVM5/6                              |
| Transmission                   | aux roues avant                     | aux roues avant                      | aux roues avant                     | aux roues avant                      | aux roues avant                     |
| 0 à 100 km/h (s)               | 15,1/15                             | 11,5                                 | 11,9/11,7                           | 10,4                                 | 10,6                                |
| Vitesse maxi. (km/h)           | 166                                 | 182                                  | 183                                 | 193                                  | 193                                 |
| Consommations (L/100 km)       | 4,5/4,2                             | 4,5                                  | 4,2/3,8                             | 4,8                                  | 4,4                                 |
| Émissions de CO2 (g/km)        | 120/110                             | 120                                  | 110/98                              | 126                                  | 114                                 |

## Version compétition
Une version Super 2000 de la Peugeot 207 est utilisée dans le Championnat du monde des rallyes des voitures Super 2000 ainsi que dans plusieurs championnats de rallye à travers l’Europe. Le Championnat d'Europe des rallyes 2008 et les Intercontinental Rally Challenge 2007, 2008 et 2009 ont été remportés par une 207 Super 2000. 

## Options
L'équipement est bien plus fourni que sur une Renault Clio III et l'on trouve entre autres selon les versions [évasif]:
- Jantes alliage 17 pouces ;
- Projecteurs directionnels ;
- ESP, ASR, détecteur de sous-gonflage des pneus ;
- Toit panoramique en verre ;
- GPS WIP NAV (GPS + kit mains libres) ;
- Autoradio RD4 avec compatibilité CD MP3 ;
- Kit mains-libres Bluetooth ;
- climatisation automatique bi-zone ;
- Alarme* ;
- Aide au stationnement ;
- Régulateur-limiteur de vitesse ;
- Sellerie mi-cuir ou cuir ;
- Sièges chauffants* ;
- Système audio JBL* ;
- Chargeur 5CD frontal* ;
- Peugeot connect SOS* ;
- Clignotants automatiques.

(*) équipement disponible uniquement en option.

## Sécurité
La Peugeot 207 a obtenu 5 étoiles, soit le maximum d'étoiles, aux crash-tests Euro NCAP.
- Note totale :  ;
- Chocs frontaux : 94 % de réussite ;
- Chocs latéraux : 94 % de réussite ;
- Protection des enfants :  ;
- Protection des piétons : .

## Modèles spéciaux
La filiale italienne de Peugeot a réalisé avec l'appui de Peugeot France deux exemplaires spéciaux de la 207, destinés à être montrés comme show cars dans des expositions nationales telles que le Salon de l'automobile de Bologne : 
- 207 Effeto Suelo (2006), sur une base de berline 3 portes THP 160. Elle dispose d'une carrosserie blanche et de jantes OZ. Ses disques et étriers de freins sont apparents, tout comme ses échappements. La calandre et les antibrouillards ont été revus et des stickers "Effeto Suelo" ornent la carrosserie. La principale caractéristique technique de ce modèle spécial est d'être équipé des mêmes amortisseurs Koni que la Lamborghini Gallardo. Les sièges ainsi que les contreportes et le levier de vitesse sont en cuir rouge et blanc surpiqué[11].
- 207 CC Effeto Suelo (2007), sur une base de coupé-cabriolet (transformé en 2 places). Il s'agit d'un modèle blanc, avec bas de caisse noirs brillants, grands stickers tête de lion et mentions "207 CC" et "Énergie Intense". Il est équipé de jantes MAK, d'un "kit 207 premium" (comprenant notamment un double échappement triangulaire), d'un intérieur intégralement recouvert de cuir blanc et comprenant de nombreux équipements Sparco (sièges, volant, levier et pommeau de vitesse). Un grand caisson avec deux subwoofers de 30 cm est inséré à la place de la banquette arrière. Trois haut-parleurs sont insérés dans les contre-portes. Dans le coffre est installée une station composée de deux platines avec console de mixage et lecteur CD[12].

En 2023, Peugeot Italie décide de se débarrasser des deux modèles qui sont alors mis en vente à 30 000€ chacun.

## Distinctions
- « Voiture de l’année 2007 sur son segment » - Portugal (prix Carro do Ano / Troféu Volante de Cristal décerné par vingt journalistes de presse automobile) ;
- « Voiture de l’année 2007 » - Moldavie (prix décerné par le magazine automobile Auto Expert et l'Association de la Presse Automobile de Moldavie) ;
- « Mejor Coche del Año 2007 » - Espagne (prix décerné par un jury de journalistes espagnols, présidé par le quotidien ABC) ;
- « GÖAP 2006 » - Autriche (Großer Österreichischer Automobil-Preis 2006 - prix décerné par l'ARBÖ, l'Automobile Club d'Autriche) ;
- « Auto Europa 2007 » - Italie (prix décerné par l’UIGA, L'union italienne des journalistes automobiles) ;
- « Auto Trophy 2006 » - Allemagne ;
- « Automóvil del Año en Galicia 2006 » - Espagne (prix décerné par les visiteurs du Salon Automobile de Vigo 2006).

## Autres utilisations de l'appellation Peugeot 207

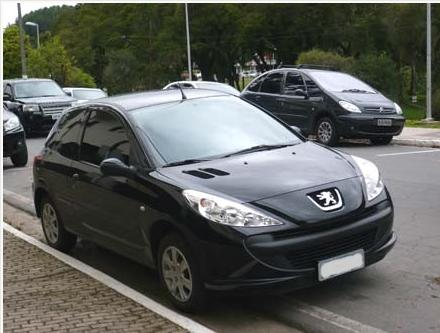
Peugeot 207 Compact Phase 1.

Peugeot lance en 2008 sur les marchés du Mercosur, une version restylée de la Peugeot 206, connue en Europe sous le nom de 206+. Dans de nombreux pays, ce modèle est appelé Peugeot 207. C'est notamment le cas des véhicules fabriqués au Brésil, en Argentine, en Malaisie et en Iran. Cette appellation est également utilisée sur la version restylée de la 206 SW (qui devient 207 SW) et de la 206 sedan. C'est également sur cette base qu'est développé le pick-up Peugeot Hoggar.